# Charles J. Knapp

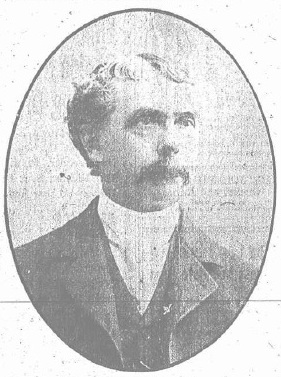
Charles Junius Knapp

Charles Junius Knapp (* 30. Juni 1845 bei Deposit, Delaware County, New York; † 1. Juni 1916 in Binghamton, New York) war ein US-amerikanischer Politiker und Bankier. Zwischen 1889 und 1891 vertrat er den Bundesstaat New York im US-Repräsentantenhaus.

## Werdegang
Charles J. Knapp war der Sohn des gleichnamigen Kongressabgeordneten und Bankiers Charles Knapp (1797–1880). Im Jahr 1866 absolvierte er das Hamilton College in Clinton. Anschließend begann er in der familieneigenen Bank zu arbeiten. In seiner Heimat war er viele Jahre lang Vorsitzender des Bildungsausschusses. Politisch war er Mitglied der Republikanischen Partei. In den Jahren 1885 und 1886 gehörte er dem Bezirksrat im Delaware County an. Danach saß er von 1886 bis 1888 als Abgeordneter in der New York State Assembly. Bei den Kongresswahlen des Jahres 1888 wurde Knapp im 17. Wahlbezirk von New York in das US-Repräsentantenhaus in Washington, D.C. gewählt, wo er am 4. März 1889 die Nachfolge von Stephen T. Hopkins antrat. Da er im Jahr 1890 auf eine weitere Kandidatur verzichtete, konnte er bis zum 3. März 1891 nur eine Legislaturperiode im Kongress absolvieren.
Nach seiner Zeit im US-Repräsentantenhaus arbeitete Charles Knapp wieder im Bankengewerbe. Er wurde Präsident der Binghamton Trust Company und der Outing Publishing Company. Nach dem Zusammenbruch der Binghamton Trust Company am 8. April 1909 wurde Knapp als deren Präsident für den Kollaps mitverantwortlich gemacht. Der Zusammenbruch erfolgte, weil die vergebenen Kredite die Deckung der Bank überschritten und diese damit zahlungsunfähig war. Außerdem wurden durch den Crash weitere Banken in Mitleidenschaft gezogen. Knapp wurde wegen der Vorgänge angeklagt. Der Ausgang des Verfahrens ist aber nicht überliefert. Er starb am 1. Juni 1916 in Binghamton.